# Cuba (hrabstwo Allegany)
Cuba – wieś w Stanach Zjednoczonych, w stanie Nowy Jork, w hrabstwie Allegany.